# Not Like Us
Not Like Us — дисс-трек американского рэпера Кендрика Ламара. Песня спродюсирована Mustard и Sounwave при дополнительной работе продюсера Ника Коби. Трек был выпущен 4 мая 2024 года лейблом Interscope Records во время продолжающейся вражды Ламара с канадским рэпером Дрейком, менее чем через 24 часа после предыдущего дисс-трека Ламара, «Meet the Grahams». Четвертая часть серии дисс-треков Ламара «2024», направленных против Дрейка, «Not Like Us» основана на предыдущих обвинениях в сексуальных проступках, связанных с Дрейком и его звукозаписывающим лейблом OVO Sound. В песне Ламар обвиняет Дрейка в педофилии, а также критикует его за эксплуатацию музыкантов и культуры Атланты для получения финансовой выгоды, а также за ложь о семье Ламара в песне «Family Matters».
Песня «Not Like Us» получила широкое признание музыкальных критиков, которые посчитали, что она закрепила победу Ламара в конфликте, и была названа одним из величайших дисс-треков в истории, а многие считают ее лучшей в этой вражде. Песня вызвала дискуссии на тему расовой и культурной принадлежности, была принята в качестве гимна Западного побережья и оказала влияние на различные сферы массовой культуры. Песня «Not Like Us» побила несколько рекордов на стриминговой платформе Spotify и стала четвертой песней Ламара, занявшей первое место в американском рейтинге Billboard Hot 100. Кроме того, песня дольше всех занимает первое место в чартах Hot Rap Songs и Hot R&B/Hip-Hop Songs, а также входит в топ-20 в Австралии, Канаде и некоторых европейских странах. Песня «Not Like Us» стала самой награждаемой рэп-песней в истории «Грэмми», получив премии «Запись года», «Песня года», «Лучшая рэп-песня», «Лучшее музыкальное видео» и «Лучшее рэп-исполнение» на 67-й ежегодной церемонии вручения премии «Грэмми», где Ламар стал вторым рэп-исполнителем, получившим «Запись года» и «Песню года», вслед за Чайлдишем Гамбино в 2019 году.

## Предыстория
Спродюсированный Mustard и Sounwave, трек стал третьей песней Кендрика за тридцатишестичасовой период, направленной против Дрейка. Это часть серии «дисс-треков», которыми обменялись два артиста после интернет-вражды, возникшей между ними и Джей Коулом. Песня следует за «Euphoria», «6:16 in LA» и «Meet the Grahams». Песня была выпущена 4 мая 2024 года, всего через день после «Meet the Grahams» Ламара и «Family Matters» Дрейка.
В треке «Not Like Us» Ламар продолжает свои обвинения в адрес Дрейка и его звукозаписывающего лейбла OVO Sound и усугубляет их. Ламар утверждает, что Дрейк — педофил и приверженец культурной апроприации, и что он участвовал в сексуальном насилии над детьми вместе со своим телохранителем Чаббсом и артистами OVO Sound PartyNextDoor и Baka Not Nice. Ламар также обвиняет OVO Sound в соучастии в предполагаемой сети Дрейка, занимающейся торговлей детьми.

## Композиция
На протяжении всего трека Ламар обвиняет Дрейка в неподобающем поведении с несовершеннолетними, называя его «сертифицированным педофилом» (ссылка на альбом Дрейка Certified Lover Boy).
Ламар изображает Дрейка как «колонизатора», который эксплуатирует хип-хоп-артистов из Атланты, таких как Фьючер, Lil Baby, 21 Savage и других, ради уличного авторитета и финансовой выгоды. Он также утверждает, что Дрейк вступал в интимную связь с партнершей Лил Уэйна, пока Уэйн находился в тюрьме, и призывает «зарегистрировать и поставить на учет» одного из помощников Дрейка как хищника.

## Обложка
На обложке изображен вид с высоты птичьего полета из Google Maps на резиденцию Дрейка в Торонто, известную как «Посольство» (The Embassy), с маркерами, предположительно обозначающими местонахождение сексуальных преступников. На Google Maps поклонники Ламара отреагировали на песню, пометив резиденцию Дрейка ярлыками, включая «Owned by Kendrick».

## Отзывы

### Итоговые списки
Rolling Stone назвал трек 2-й лучшей песней 2024 года, заявив, что «Из всех песен, которые Кендрик Ламар выпустил против Дрейка этой весной в пароксизме чистого презрения, эта стала победителем — именно ее вы скорее всего услышите на спортивных мероприятиях, клубных вечерах и летних фестивалях, где многотысячные толпы будут радостно подпевать каждому злобному оскорблению… В итоге „Not Like Us“ преодолевает битву эго, которая его породила, и дает нам нечто гораздо лучшее, чем дисс-трек. Это самый острый и смешной сингл Ламара за последние несколько лет, напоминающий о том, что гений, получивший Пулитцеровскую премию, также является артистом мирового класса со злой жилкой и безупречной синхронизацией».
| Публикация         | Список                              | Ранг    | Ссылки |
| ------------------ | ----------------------------------- | ------- | ------ |
| Pitchfork          | The 100 Best Songs of 2024          | 1       | [ 20 ] |
| Consequence        | 200 Best Songs of 2024              | 1       | [ 21 ] |
| Billboard          | The 100 Best Songs of 2024          | 1       | [ 22 ] |
| The Ringer         | 11 Best Songs of 2024               | 1       | [ 23 ] |
| Stereogum          | The 50 Best Songs of 2024           | 2       | [ 24 ] |
| Exclaim!           | 20 Best Songs of 2024               | 2       | [ 25 ] |
| NME                | The 50 Best Songs of 2024           | 2       | [ 26 ] |
| The Independent    | The 20 Best Songs of 2024           | 3       | [ 27 ] |
| Rolling Stone      | The 100 Best Songs of 2024          | 2       | [ 28 ] |
| NPR                | 124 Best Songs of 2024              | н/д     | [ 29 ] |
| The New York Times | Best Songs of 2024 (Jon Pareles)    | 1       | [ 30 ] |
| The New York Times | Best Songs of 2024 (Jon Caramanica) | 2 (tie) | [ 30 ] |
| Business Insider   | The Best Songs Of 2024              | 4       | [ 31 ] |
| Crack              | The Best 25 Songs of 2024           | 5       | [ 32 ] |
| Los Angeles Times  | The 30 Best Songs of 2024           | 2       | [ 33 ] |
| Flood              | The Best Songs of 2024              | 2       | [ 34 ] |
| Slant              | The 50 Best Songs of 2024           | 7       | [ 35 ] |
| The Guardian       | The 20 Best Songs of 2024           | 10      | [ 36 ] |

## Награды и номинации
| Организация             | Год  | Категория            | Результат | Ссылка        |
| ----------------------- | ---- | -------------------- | --------- | ------------- |
| BET Hip Hop Awards      | 2024 | Song of the Year     | Победа    | [ 37 ] [ 38 ] |
| BET Hip Hop Awards      | 2024 | Best Hip Hop Video   | Победа    | [ 37 ] [ 38 ] |
| BET Hip Hop Awards      | 2024 | Impact Track         | Победа    | [ 37 ] [ 38 ] |
| MTV Europe Music Awards | 2024 | Best Video           | Номинация | [ 39 ]        |
| MTV Video Music Awards  | 2024 | Song of the Year     | Номинация | [ 40 ] [ 41 ] |
| MTV Video Music Awards  | 2024 | Song of Summer       | Номинация | [ 40 ] [ 41 ] |
| Grammy Awards           | 2025 | Record of the Year   | Победа    | [ 42 ]        |
| Grammy Awards           | 2025 | Song of the Year     | Победа    | [ 42 ]        |
| Grammy Awards           | 2025 | Best Rap Performance | Победа    | [ 42 ]        |
| Grammy Awards           | 2025 | Best Rap Song        | Победа    | [ 42 ]        |
| Grammy Awards           | 2025 | Best Music Video     | Победа    | [ 42 ]        |

## Коммерческие показатели
Песня «Not Like Us» побила рекорд по количеству потоков за один день в чартах Spotify в США для хип-хоп композиций, побив рекорд, установленный Дрейком и Lil Baby в 2021 году с песней «Girls Want Girls».
18 мая 2024 года песня дебютировала на первом месте в Billboard Hot 100, став для Ламара его четвертой песней номер один в этом чарте и второй за этот год после «Like That», который был № 1 в апреле. Ламар увеличивает свой общий карьерный счет до 15 хитов в топ-10. При этом сразу три сингла с участием Ламара были в Топ-10 на его лидерской неделе с учётом «Euphoria» (№ 3) и «Like That» (№ 6). Сингл также возглавил Streaming Songs (5-й чарттоппер), Hot R&B/Hip-Hop Songs и Hot Rap Songs (4-й чарттоппер). На 24 сентября 2024 года песня 18 недель лидировала в Hot Rap Songs и 16 недель была на № 1 в Hot R&B/Hip-Hop Songs.

## Чарты
| Чарт (2024—2025)                      | Высшая позиция |
| ------------------------------------- | -------------- |
| Австралия (ARIA)                      | 1              |
| Австралия Hip Hop/R&B (ARIA)          | 1              |
| Австрия (Ö3 Austria Top 40)           | 5              |
| Бельгия/Фландрия (Ultratop 50)        | 20             |
| Бельгия/Валлония (Ultratop 50)        | 17             |
| Канада (Billboard Canadian Hot 100)   | 1              |
| Финляндия (Suomen virallinen lista)   | 15             |
| Франция (SNEP)                        | 4              |
| Германия (GfK)                        | 4              |
| Мир (Billboard Global 200)            | 1              |
| Венгрия (Single Top 40)               | 9              |
| Исландия (Plötutíðindi)               | 5              |
| Ирландия (IRMA)                       | 1              |
| Литва (AGATA)                         | 2              |
| Нидерланды (Single Top 100)           | 8              |
| Новая Зеландия (Recorded Music NZ)    | 1              |
| Норвегия (VG-lista)                   | 5              |
| Швеция (Sverigetopplistan)            | 3              |
| Швейцария (Schweizer Hitparade)       | 2              |
| Великобритания (OCC UK Singles)       | 1              |
| Великобритания (OCC UK Hip Hop/R&B)   | 1              |
| США (Billboard Hot 100)               | 1              |
| США (Billboard Hot R&B/Hip-Hop Songs) | 1              |
| США (Billboard Pop Airplay)           | 13             |
| США (Billboard Rhythmic)              | 1              |

| Чарт (2024)                           | Позиция |
| ------------------------------------- | ------- |
| Австралия (ARIA)                      | 23      |
| Австралия Hip Hop/R&B (ARIA)          | 3       |
| Канада (Canadian Hot 100)             | 11      |
| Дания (Tracklisten)                   | 99      |
| Мир (Global 200, Billboard)           | 11      |
| Исландия (Tónlistinn)                 | 43      |
| Нидерланды (Single Top 100)           | 91      |
| Новая Зеландия (Recorded Music NZ)    | 9       |
| ЮАР (TOSAC)                           | 6       |
| Швейцария (Schweizer Hitparade)       | 53      |
| Великобритания UK Singles (OCC)       | 43      |
| США (Billboard Hot 100)               | 6       |
| США(Hot R&B/Hip-Hop Songs, Billboard) | 1       |
| США (R&B/Hip-Hop Airplay, Billboard)  | 6       |
| США (Mainstream Top 40, Billboard)    | 47      |
| США (US Rhythmic, Billboard)          | 3       |

## Сертификации
| Регион | Сертификация  | Продажи   |
| --- | ------------- | --------- |
| Австралия (ARIA) | 3× Платиновый | 210 000   |
| Бельгия (BEA) | Золотой       | 20 000    |
| Канада (Music Canada) | Платиновый    | 80 000    |
| Дания (IFPI Danmark) | Золотой       | 45 000    |
| Франция (SNEP) | Золотой       | 100 000   |
| Италия (FIMI) | Золотой       | 50 000    |
| Новая Зеландия (RMNZ) | 2× Платиновый | 60 000    |
| Польша (ZPAV) | Платиновый    | 50 000    |
| Португалия (AFP) | 2× Платиновый | 20 000    |
| Испания (PROMUSICAE) | Золотой       | 30 000    |
| Великобритания (BPI) | Платиновый    | 600 000   |
| Стриминг |               |           |
| Греция (IFPI Greece) | 2× Платиновый | 4 000 000 |
| Данные о продажах + прослушиваниях приведены только на основе сертификации. · Данные только о прослушиваниях приведены на основе сертификации. |               |           |

## История релиза
| Регион | Дата        | Формат                     | Лейбл      | Ссылка  |
| ------ | ----------- | -------------------------- | ---------- | ------- |
| Мир    | 4 мая 2024  | Digital download streaming | Interscope | [ 99 ]  |
| Италия | 10 мая 2024 | Radio airplay              | Universal  | [ 100 ] |